# 佐草屋荒木文之助商店
佐草屋 荒木文之助商店（さくさや あらきぶんのすけしょうてん）は、島根県松江市天神町に本店を置く仏壇・仏具店。

## 解説
刀の目利きとして寛政元年（1789年）同地にて創業、その後金物卸、寺院仏具卸などを経て「松江仏壇」の製造普及に貢献した。2023年現在で七代目。墓所は同町内の来迎寺にある。
2006年に天神町の本店店舗を改装、黒を基調とした古商家のたたずまいには一定の評価がある。2022年、松江市の「職人商店街創出事業」の一環として、この店舗建屋を地域の複合施設として活用するという計画に着手した。
装飾刀剣の下絵、松江市の風俗図、古地図などの歴史資料を所有する。